# Komoé nationalpark
Komoé nationalpark (franska: Parc national de la Comoé) ligger i departementen Bouna och Ferkessédougou i distrikten Zanzan och Savanes i Elfenbenskusten.
Nationalparken grundades 1953 som ett faunareservat. 1968 förklarades området nationalpark. Idag omfattar Komoé nationalpark 11 493 kvadratkilometer, är ett biosfärområde och uppsatt på Unescos lista över världsarv för Afrika.